# Minaria polygaloides
Minaria polygaloides är en oleanderväxtart som först beskrevs av Silveira, och fick sitt nu gällande namn av T.U.P.Konno och Rapini. Minaria polygaloides ingår i släktet Minaria och familjen oleanderväxter. Inga underarter finns listade i Catalogue of Life.